# Praktica FX

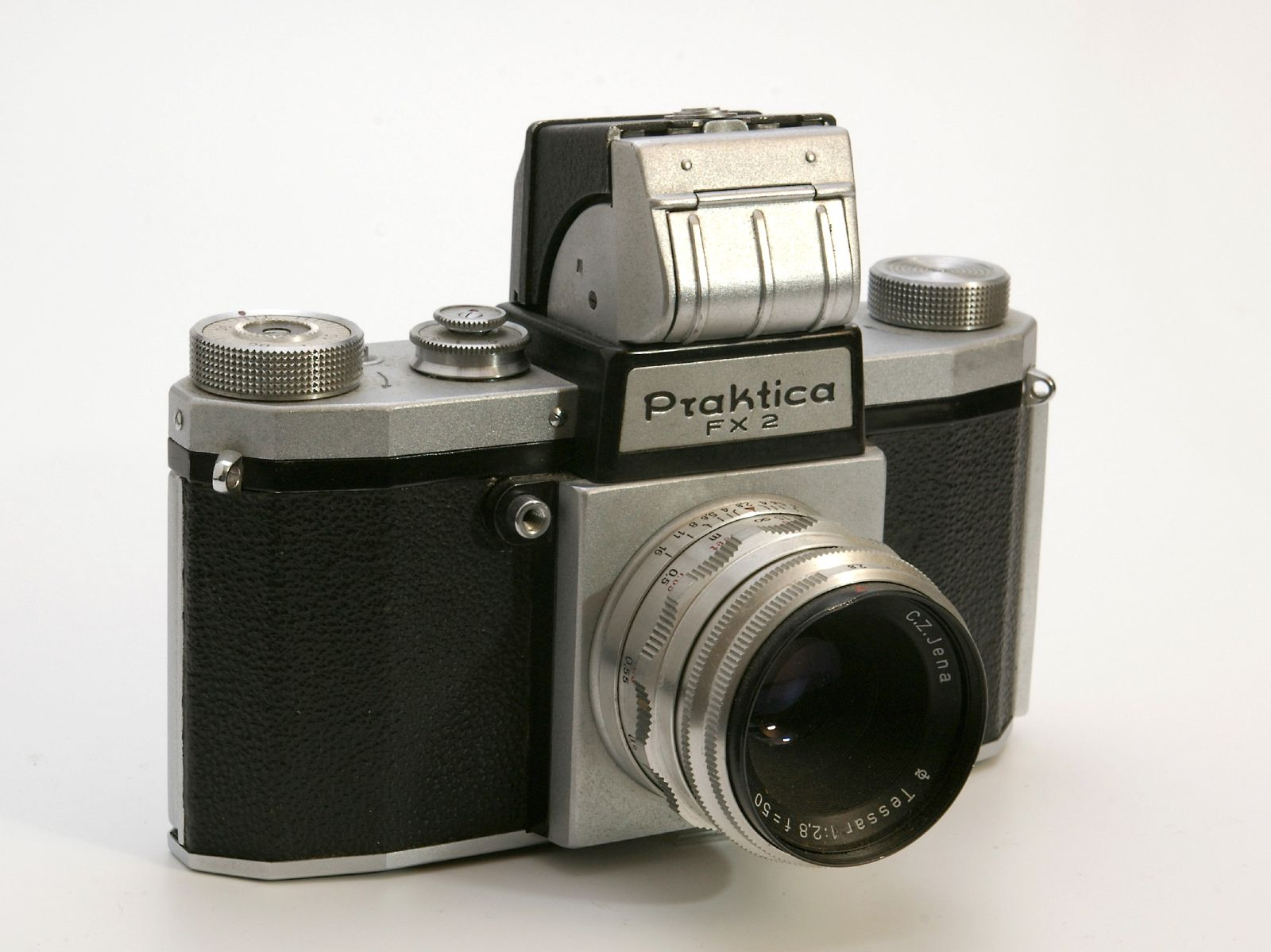
Praktica FX 2

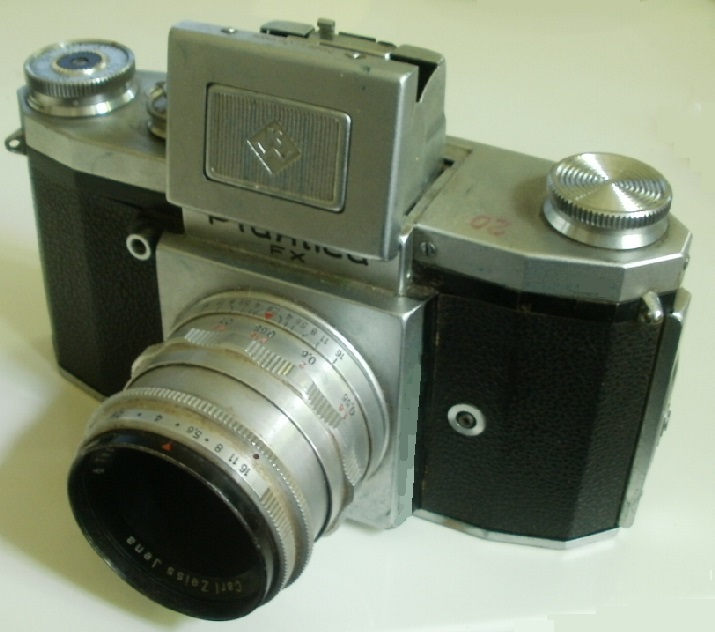
Praktica FX mit Synchronbuchse

Die Praktica FX ist eine Kamera des Herstellers VEB Kamera-Werke Niedersedlitz aus Dresden. Sie wurde ab 1951 bis 1956 gebaut und hat je nach Version bis drei Synchronbuchsen auf der linken Vorderseite. Die obere Buchse entspricht dem X-Kontakt, die mittlere Buchse der „Masse“ und die untere Buchse dem F-Kontakt. Die Praktica FX entspricht bis auf den geänderten Schriftzug dem Modell Praktiflex FX und ist mit diesem baugleich. Das unmittelbare Nachfolgermodell ist die FX2 (siehe oberes Foto).